# S7 Airlines
S7 Airlines (S7) este o companie aeriană cu sediul în Novosibirsk, Rusia. Începând cu 2008 este cea mai mare companie aeriană din Rusia, conform numărului de pasageri pe piața internă.
S7 operează zboruri de pasageri programate spre destinații din Rusia, dar și internaționale în următoarele țări: Armenia, Austria, Azerbaidjan, Bulgaria, China, Republica Cehă, Egipt, Georgia, Germania, Hong Kong, Irlanda, Kazahstan, Kârgâzstan, Republica Moldova, Muntenegru, Coreea de Sud, Spania, Tadjikistan, Thailanda, Turcia, Turkmenistan, Uzbekistan, Ucraina și Emiratele Arabe Unite. Bazele sale principale și hub-uri includ Aeroportul Internațional Domodedovo (Moscova) și Aeroportul Tolmacevo (Novosibirsk), cu un nod suplimentar la aeroportul Irkutsk. După 2004, a devenit cea mai mare companie care efectuează rute pe rețeaua internă (rusă).